# 卡拉卡爾帕克蘇維埃社會主義自治共和國
卡拉卡爾帕克蘇維埃社會主義自治共和國是蘇聯的一個自治共和國。成立於1932年。1936年，被劃入烏茲別克蘇維埃社會主義共和國。1992年蘇聯解體之後成為烏茲別克國內的卡拉卡爾帕克斯坦自治共和國。